# Scott County, Indiana
Scott County är ett county i delstaten Indiana, USA, med 24 181 invånare. Den administrativa huvudorten (county seat) är Scottsburg.

## Geografi
Enligt United States Census Bureau har countyt en total area på 499 km². 493 km² av den arean är land och 6 km² är vatten.

### Angränsande countyn
- Jennings County - norr
- Jefferson County - öst
- Clark County - söder
- Washington County - väst
- Jackson County - nordväst